# Aludes en Afganistán de 2014
Los aludes en Afganistán de 2014 fueron unos corrimientos de tierra ocurridos en la provincia afgana de Badajshán el 2 de mayo de dicho año. La tragedia afectó a la villa de Hobo Barik, en el distrito de Argo, y dejó más de 2100 personas (alrededor de 300 familias) muertas y varios cientos desaparecidas. Alrededor de 300 casas se destruyeron y unas 1000 se vieron afectadas. Los equipos de rescate que respondieron al alud inicial fueron golpeados por una segunda avalancha de lodo, lo que dificultó las labores de rescate.

## El desastre
El 2 de mayo de 2014, un par de deslizamientos de tierra se produjeron en Hobo Barik, distrito de Argo, provincia de Badajshán, Afganistán. En sus declaraciones iniciales, el gobernador de la provincia de Badajshán señaló que el alud sepultó aproximadamente 300 viviendas y dejó desaparecidas más de 2000 personas (que representan cerca de la tercera parte de la población total de la zona). Los equipos de rescate que respondieron a la avalancha inicial fueron golpeados por un segundo alud de lodo, lo que dificultó las labores de rescate. Tiempo después, fuentes oficiales declararon que no había esperanza de encontrar más supervivientes, por lo que el alud habría matado a más de 2100 personas.

## Suspensión del rescate
Finalmente el 4 de mayo de 2014 Afganistán abandonó la búsqueda y rescate de personas sepultadas hasta 30 metros bajo tierra debido a falta de medios necesarios y adecuados para estas labores y se calculan en más de 2000 las personas muertas por estos aludes. Afganistán decretó al día domingo 4 de mayo como día de luto nacional.

## Reacciones de diversos Estados y organizaciones
- Afganistán — El presidente de Afganistán, Hamid Karzai, declaró que estaba «profundamente entristecido por la pérdida de vidas y los daños económicos».[9]
- Santa Sede — El papa, Francisco, se manifestó preocupado por con las víctimas de los deslaves y manifestó sus oraciones hacia las víctimas de tal catástrofe.[10][11]
- España — El Gobierno de España, mediante nota de prensa, transmitió en nombre del pueblo español «su proximidad y solidaridad con el pueblo y las autoridades de Afganistán por los daños sufridos en los últimos días en varias regiones del país con motivo de las fuertes y continuadas lluvias, con inundaciones y corrimientos de tierras». España, dice el comunicado, «se suma al dolor por la pérdida de numerosas vidas humanas, a cuyos allegados acompaña en el sentimiento, en la esperanza de que las labores de rescate permitan localizar sanas y salvas a las personas todavía desaparecidas». Por último, «el Gobierno desea una rápida recuperación a los heridos y lamenta también los importantes daños materiales».[12]
- Estados Unidos — El presidente de los Estados Unidos, Barack Obama, dijo que sus «pensamientos están con el pueblo de Afganistán que se enfrentan a una terrible tragedia» Añadió que están «dispuestos a ayudar a nuestros socios afganos para enfrentar este desastre».[13]
- ISAF–OTAN — La Fuerza Internacional de Asistencia para la Seguridad en Afganistán comunicó que «el Comandante de la ISAF-OTAN, gral. Joseph F. Dunford, Jr., y el Alto Representante Civil adjunto de la OTAN, Lee Litzenberger, en nombre de la misión de la ISAF dirigida por la OTAN expresan sus más profundas condolencias a las víctimas y las familias de esta tragedia en curso». El general Dunford, en unas declaraciones dijo que sus «pensamientos están con el pueblo de Afganistán» y Litzenberger añadió que «ahora la prioridad es salvar tantas vidas como sea posible».[14]
- Naciones Unidas — El secretario General de las Naciones Unidas, Ban Ki-Moon, ha trasladado sus condolencias a Afganistán y ha ofrecido la ayuda de las Naciones Unidas para mejorar la protección de zonas con peligro de catástrofes.

Una ceremonia memorial tuvo lugar el 3 de mayo.